# Cyclosorus procurrens
Cyclosorus procurrens är en kärrbräkenväxtart som först beskrevs av Georg Heinrich Mettenius, och fick sitt nu gällande namn av Edwin Bingham Copeland. Cyclosorus procurrens ingår i släktet Cyclosorus och familjen Thelypteridaceae. Inga underarter finns listade.